# Quiz (mini-série)
Quiz est une série britannique, basée sur la pièce de théâtre Quiz de James Graham et le livre Bad Spectacle: the Quiz, the Cough, the Millionaire Major de Bob Woffinden et James Plaskett. Écrite par Graham, elle compte trois épisodes d'une heure, tous réalisés par Stephen Frears. La série se concentre sur Charles Ingram, un ancien militaire de l'armée britannique, et comment il a remporté de façon inattendue le jackpot de 1 000 000 £ au jeu télévisé Who Wants to Be a Millionaire?, les 9 et 10 septembre 2001, suivi d'un procès en 2003 dans lequel lui et son épouse ont été reconnus coupables d'avoir escroqué la production du jeu.

## Synopsis
En 1998, ITV lance un nouveau jeu télévisé, Who Wants to Be a Millionaire?, qui va faire sensation parmi les amateurs de jeux et de quiz. La participation du major Charles Ingram en septembre 2001, après celle de son beau-frère Adrian et de sa femme Diana, va faire polémique quand la production va vite le soupçonner d'avoir triché pour remporter le jackpot d'un million de livres.

## Distribution
- Matthew Macfadyen (VF : Constantin Pappas) : Charles Ingram
- Michael Sheen (VF : Pierre Tessier) : Chris Tarrant
- Sian Clifford (VF : Marine Jolivet) : Diana Ingram
- Mark Bonnar : Paul Smith
- Helen McCrory : procureure Sonia Woodley
- Michael Jibson (VF : Eric Missoffe) : Tecwen Whittock
- Aisling Bea (VF : Odile Cohen) : Claudia Rosencrantz
- Trystan Gravelle (VF : Thierry Wermuth) : Adrian Pollock, le frère de Diana
- Elliot Levey : David Briggs
- Risteárd Cooper : David Liddiment
- Jasmyn Banks (VF : Sandrine Moaligou) : Nicola Howson
- Andrew Leung (VF : Alexandre Bierry) : Kevin Duff
- Martin Trenaman (VF : Gérard Darier) : DS Ferguson
- Nicholas Woodeson (VF : Michel Voletti) : procureur Nicholas Hilliard
- Paul Bazely (VF : Fabien Jacquelin) : Lionel, le conseiller juridique d'ITV